# Гигантски калмар
Гигантският калмар (Architeuthis dux) е вид главоного от семейство Гигантски калмари (Architeuthidae). Видът не е застрашен от изчезване.

## Разпространение и местообитание
Разпространен е в Австралия, Ирландия, Испания, Канада, Намибия, Нова Зеландия, Норвегия, САЩ, Южна Африка и Япония.
Обитава крайбрежията на океани и морета в райони с тропически климат. Среща се на дълбочина около 475 m, при температура на водата около 8,8 °C и соленост 35 ‰.